# Neutrino electron
Hạt neutrino electron (ν
e), hay còn được gọi là electron neutrino, là một hạt cơ bản không có điện tích và spin bằng ½. Cùng với electron, nó tạo thành thế hệ lepton đầu tiên nên được gọi là neutrino electron. Wolfgang Pauli đưa ra giả thuyết về sự tồn tại của nó lần đầu tiên vào năm 1930 để giải thích cho sự thiếu động lượng lẫn năng lượng trong quá trình phân rã beta. Nó được phát hiện vào năm 1956 bởi một nhóm khoa học dưới sự chỉ đạo của Clyde Cowan và Frederick Reines.

## Đề nghị
Vào đầu những năm 1900, các lý thuyết dự đoán rằng các electron sinh ra từ sự phân rã beta đáng lẽ phải được phát ra ở một năng lượng cụ thể. Tuy nhiên, vào năm 1914, James Chadwick đã chỉ ra rằng thay vào đó, các electron được phát ra trong một quang phổ liên tục.
n⁰
 → p+
 + e⁻

Những hiểu biết trước kia về phân rã beta
Năm 1930, Wolfgang Pauli đưa ra giả thuyết rằng một hạt chưa được phát hiện đã mang đi sự khác biệt quan sát được giữa năng lượng, động lượng và mômen động lượng của hạt ban đầu và hạt cuối cùng.
n⁰
 → p+
 + e⁻
 + ν⁰
e
Phiên bản phân rã beta của Pauli

## Phát hiện
Neutrino electron được phát hiện bởi Clyde Cowan và Frederick Reines vào năm 1956.

## Đặt tên
Pauli ban đầu đặt tên cho hạt khối lượng nhẹ được đề xuất của mình là neutron. Khi James Chadwick phát hiện ra một hạt nhân có khối lượng lớn hơn nhiều vào năm 1932 và cũng đặt tên cho nó là neutron, điều này khiến hai hạt có cùng tên. Enrico Fermi, người phát triển lý thuyết phân rã beta, đã đưa ra thuật ngữ neutrino vào năm 1934 (nó được đặt ra bởi Edoardo Amaldi một cách đùa cợt trong cuộc trò chuyện với Fermi tại Viện vật lý qua Panisperna ở Rome, để phân biệt hạt trung tính nhẹ này với Neutron của Chadwick) để giải quyết sự nhầm lẫn. Đó là một cách chơi chữ của neutrone, nghĩa tương đương với neutron trong tiếng Ý: phần cuối -one có thể là một phép bổ sung trong tiếng Ý, vì vậy neutrone có thể được đọc là "vật trung tính lớn"; -ino thay thế hậu tố tăng thêm bằng một hậu tố nhỏ hơn.
Sau khi dự đoán và phát hiện ra neutrino thứ hai, điều quan trọng là phải phân biệt giữa các loại neutrino khác nhau. Neutrino của Pauli hiện được xác định là neutrino electron, trong khi neutrino thứ hai được xác định là neutrino muon.

## Phản neutrino electron
Neutrino electron có một phản hạt tương ứng là phản neutrino electron (ν
e), thuộc tính của chúng như nhau nhưng đảo dấu. Một câu hỏi mở của vật lý hạt là liệu neutrino và phản neutrino có phải là cùng một hạt hay không. Nếu cùng là một hạt thì chúng là fermion Majorana còn không thì chúng là fermion Dirac. Chúng được tạo ra trong quá trình phân rã beta và các dạng tương tác yếu khác.